# 魚津城
魚津城（うおづじょう）は、富山県魚津市にあった日本の城（平城）。別名、小津城、または小戸城。松倉城の支城のひとつ。天正10年（1582年）6月の本能寺の変直前の魚津城の戦いの際、柴田勝家率いる織田軍が攻囲していた城として有名。魚津市指定史跡。とやま城郭カードNo.4。

## 歴史
伝承では、建武2年（1335年）椎名孫八入道によって築城されたとされる。城の周囲は鴨川（神明川）、角川、富山湾、友道の沼に囲まれた場所に立地し、本城は二重の堀と石垣に守られ、天守閣も備えられていたと伝えられている。
戦国時代に椎名康胤が上杉氏から離反すると、椎名氏を追討に出た上杉軍の手に落ちた。以後上杉氏の越中支配における重要拠点となり、しばらくは河田長親が城代を務めている。天正10年（1582年）の魚津城の戦いでは織田軍と凄まじい攻防戦が繰り広げられた。
しかし、落城直後の6月6日に本能寺の変の報が届いたため、織田軍は撤退し、すぐに上杉軍が奪回した。
その後、天正11年（1583年）3月に態勢を整えた佐々成政により再び攻囲され、城将須田満親は開城し信濃の海津城に転出した、その成政も富山の役で前田・上杉軍に挟撃されたうえ秀吉の大軍の前に降伏、天正15年（1587年）に肥後移封されたが一揆が発生し没落した。
文禄4年（1595年）には前田利長に新川郡が加増され、上杉家の越中衆（土肥氏・柿崎氏・舟見氏など）から郡内の諸城を受け取る。 これにより長尾能景以来の上杉氏による越中支配が終わった。前田氏の治下では青山吉次などが城代を務めた他、富山城焼失後の慶長14年（1609年）3月22日から高岡城に移る同年9月13日まで前田利長が拠点としていたが、元和の一国一城令により廃城となったとみられる。廃城後は加賀藩の御蔵「古城御蔵屋敷」として使用された（1785年発行の魚津町惣絵図にも記載されている）。
現在、本丸跡地は大町小学校跡（2018年4月に魚津市本江にある魚津市立よつば小学校に統合された。）、二の丸跡は魚津簡易裁判所などの敷地となっており、遺構は殆ど残っていない。

## 遺構・復元建造物
明治初期には、堀や土塁などが残されていたが破却されている。
- 旧大町小学校（魚津城本丸） - 校門に直江氏の兜前立て「愛」と「魚津城址」の字旗。グラウンドの築山は魚津城の櫓台だった可能性が残る[6]。
- 「史跡 魚津城跡」石碑 - 隣に「常盤の松」。周囲に富山城から運ばれたとされる矢穴石を配置[12]。
- 松倉城塁群立体模型 - 本城の松倉城を含む城塁群が水平に設置された立体図（山・海など）に配置。
- 「上杉謙信の歌碑」 - 「武士（もののふ）の鎧の袖を　かたしきて枕に近き　初雁の声」[13]の歌碑
- 模擬石垣と「魚津城の戦い」幟 - 「越中魚津町惣絵図」などに描かれた本丸の縄張りを参考にした石垣で当時の遺構ではない[14]。

### 近隣施設・ 関連資料など
- 「魚津城の戦い」案内板 - 紙芝居のような木枠に描かれた絵。上杉景勝の肖像や「魚津在城衆十二名連署状」の写真が載っている。
- 「大町校区に残る旧跡・史跡」 - 「江戸時代の大町の絵図」が現在の市街地地図とともに掲載。
- 魚津城復元模型 - 魚津歴史民俗博物館に展示[15]

## 支城
魚津城や松倉城周辺には数多くの城跡がある。現在の魚津市内のみでも、坪野城、北山城(金山城・金山谷城)、升方城、天神山城(萩城)、小菅沼城、水尾城、水尾南城、石の門などがある。

## 交通
- 富山地方鉄道本線・電鉄魚津駅から徒歩5分
- 魚津市民バス・市街地巡回ルート「県総合庁舎前」
- 北陸自動車道・魚津ICから10分